# Tundragräser
Die Tundragräser (Dupontia) sind eine Gattung der Familie der Süßgräser, die etwa 200 Arten umfasst.

## Merkmale
Tundragräser gehören zu den ausdauernden Pflanzen und werden 10–25 cm hoch. Sie besitzen lange, unterirdische Ausläufer. Ihre steifen, schmalen, einzeln stehenden Halme tragen die schmale Rispe des Blütenstands. Die länglichen, flachen Blätter der Pflanze sind an ihrem Ende zugespitzt. Die länglichen, seitlich abgeflachten Ährchen sind zwei- bis vierblütig. Jede Blüte besitzt drei Staubblätter und einen gut ausgeprägten Griffel. Die Hüllspelzen sind etwa ebenso lang wie die Deckspelzen.
Der Gattungsname ehrt den französischen Botaniker J. D. Dupont.

## Verbreitung
Die Gattung kommt auf der nördlichen Hemisphere und hier hauptsächlich in Nordamerika vor.

## Systematik
Die Gattung gliedert sich wahrscheinlich in nur vier Arten. Andere Quellen beschreiben weltweit 17 Arten.
Sichere Arten:
- Fischers Tundragras (Dupontia fischeri)
- Kahles Tundragras (Dupontia psilosantha)